# Уачакалья
Уачакалья (исп. Huachacalla , кечуа Wachaqalla) — город в западной части Боливии. Административный центр провинции Литораль в департаменте Оруро.

## География
Расположен в 161 км к юго-западу от города Оруро, на высоте 3749 м над уровнем моря.

## Климат
Среднегодовая температура составляет около 5,5°С без значительных колебаний в течение года, но с сильными суточными колебаниями температуры. Годовой уровень осадков составляет менее 200 мм; летом имеется короткий сезон дождей.

## Население
Население по данным переписи 2001 года составляло 1650 человек; данные на 2010 год сообщают о населении 2025 человек.